# István Fekete
Dans le nom hongrois Fekete István, le nom de famille précède le prénom, mais cet article utilise l’ordre habituel en français István Fekete, où le prénom précède le nom.
István Fekete (né le 25 janvier 1900 à Gölle, Autriche-Hongrie et mort le 23 juin 1970 à Budapest) est un écrivain hongrois spécialisé dans la littérature d'enfance et de jeunesse.
Son roman le plus connu est Tüskevár (hu) (1957).

## Œuvre
- 1937 : (hu)A koppányi aga testamentuma
- 1939 : (hu)Zsellérek
- 1940 : 
  - (hu)Öreg utakon
  - (hu)Csí (nouvelle)
- 1942 : (hu)Hajnal Badányban
- 1944 :
  - (hu)Egy szem kukorica
  - (hu)Derengő Hajnal
- 1947 : (hu)Gyeplő nélkül
- 1948 : (hu)Tíz szál gyertya
- 1955 :
  - (hu)Lutra
  - (hu)Kele
- 1955 : (hu)Halászat
- 1957 : (hu)Bogáncs
- 1960 :
  - (hu)Pepi-kert
  - Köd
- 1962 : 
  - (hu)Kittenberger Kálmán élete
  - (hu)Őszi vásár
- 1965 : 
  - (hu)Vuk (en)
  - (hu)Csend
  - (hu)Huszonegy nap
- 1966 : (hu)Hu
- 1968 : (hu)Barangolások
- 1970 : (hu)Ballagó idő
- 1973 : 
  - (hu)Rózsakunyhó (posthume)
  - (hu)Tarka rét (posthume)